# Ray Collins (musiker)
Ray Collins, född 19 november 1936 i Pomona, Kalifornien, död 24 december 2012 i Claremont, Kalifornien, var en amerikansk sångare som var mest känd för att vara sångaren i bandet The Mothers of Invention. Han sjöng på de tidiga albumen Freak Out!, Absolutely Free, Cruising with Ruben & the Jets och Uncle Meat. Han spelade även munspel på Freak Out!.
Collins växte upp i Pomona, Kalifornien, och sjöng i skolkören. Han hoppade av gymnasiet för att gifta sig.

## Död
Collins dog den 24 december 2012 av hjärtstopp. Han hade legat i en koma sedan den 18 december.